# إيلين دالي
إيلين ماري تيريزا دالي (بالإنجليزية: Eileen Daly) (من مواليد 1 يونيو 1963) ممثلة إنجليزية ومقدمة ومخرجة ومنتجة سينمائية وكاتبة ومغنية وكاتبة أغاني وعارضة أزياء سابقة. وهي أيضًا ملكة صرخة معاصرة، حيث لعبت دور البطولة في العديد من أفلام الرعب والعبادة، وواجهت فرقتها إيلين وبن.

## روابط خارجية
- إيلين دالي على موقع IMDb (الإنجليزية)
- إيلين دالي على موقع ألو سيني (الفرنسية)
- إيلين دالي على موقع ميوزك برينز (الإنجليزية)
- إيلين دالي على موقع أول موفي (الإنجليزية)
- إيلين دالي على موقع قاعدة بيانات الفيلم (الإنجليزية)
- إيلين دالي على موقع كينوبويسك (الروسية)